# Solkwitz
Solkwitz is een gemeente in de Duitse deelstaat Thüringen, en maakt deel uit van de Saale-Orla-Kreis.
Solkwitz telt 61 inwoners.
Bad Lobenstein · Bodelwitz · Burgk · Dittersdorf · Döbritz · Dreba · Dreitzsch · Eßbach · Gefell · Geroda · Gertewitz · Görkwitz · Göschitz · Gössitz · Grobengereuth · Hirschberg · Keila · Kirschkau · Knau · Kospoda · Krölpa · Langenorla · Lausnitz · Lemnitz · Linda bei Neustadt an der Orla · Löhma · Miesitz · Mittelpöllnitz · Moßbach ·  Moxa · Neundorf (bij Schleiz) · Neustadt an der Orla · Nimritz · Oberoppurg · Oettersdorf · Oppurg · Paska · Peuschen · Plothen · Pörmitz · Pößneck · Pottiga · Quaschwitz · Ranis · Remptendorf · Rosendorf · Rosenthal am Rennsteig · Saalburg-Ebersdorf · Schleiz · Schmieritz · Schmorda · Schöndorf · Seisla · Solkwitz · Tanna · Tegau · Tömmelsdorf · Triptis · Volkmannsdorf · Weira · Wernburg · Wilhelmsdorf · Wurzbach · Ziegenrück